# NEM (криптовалюта)
NEM, New Economy Movement (новий рух економіки) — криптовалюта, написана на Java і JavaScript. Запущена 31 березня 2015 року.
Особливістю NEM є формування блокчейна з використанням алгоритму доказу важливості (POI, англ. Proof-of-Importance). У НЕМ також інтегрована система обміну зашифрованими повідомленнями, можливі мультипідписні акаунти, є система репутації Eigentrust++.
Програмне забезпечення NEM blockchain використовується у відкритій блокчейн мережі Mainet і комерційній блокчейн мережі Mijin, яка тестується фінансовими установами та приватними компаніями у Японії.
NEM був запущений користувачем форуму Bitcointalk під назвою UtopianFuture, який був натхненний валютою Nxt.
Початковий план NEM полягав у створенні відгалуження від NXT. Але, зрештою, була розроблена абсолютно нова платформа. Починаючи з 19 січня 2014 року на форумі Bitcointalk почалося відкрите обговорення. Метою обговорення було створення криптовалюти з нуля.

## Розробка

### Перші версії
Alpha-версія була випущена 25 червня 2014 року. Згодом бета-версія була запущена 20 жовтня 2014 року.
Розробники NEM відомі за псевдонімом на форумі Bitcoin Talk.
Президент Фонду NEM  - Лон Вонг і Віце-Президент - Джефф Макдональд і член ради NEM Foundation Нельс Валеро.

### Стабільна версія
Стабільна версія, запущена 31 березня 2015 року. Нові версії випускаються кожні кілька місяців, забезпечуючи виправлення помилок і безпеку. Основна частина роботи програмістів спочатку була зосереджена на наступному релізі, в якому переписали програмний код на C++, щоб збільшити пропускну здатність.
У 2017 році в магазині додатків App Store і Play Market з'явився мобільний гаманець NEM.

## Особливості

### Алгоритм POI
Алгоритм підтвердження важливості (POI): на відміну від алгоритму доказу роботи (POW), він використовує модель клієнт-сервер, де (NIS) сервер інфраструктури працює незалежно від (NCC) клієнта спільноти платформи, дозволяючи клієнтам з малопотужними комп’ютерами або дешевими смартфонами працювати без повної копії NEM Blockchain. Доказ важливості використовується для транзакцій з відміткою часу, де пріоритет важливості надається клієнту в залежності від кількості монет або транзакцій на його гаманці.

### Делегований гарвестинг
Делегований гарвестинг (англ. Збір Урожаю) - акт формування блоків називається «збір врожаю». Збиральний комбайн повинен мати не менше 10 000 довірених XEM у облікового запису і мати завантажений і синхронізований вузол. Це забезпечує якість і безпеку мережі. Після того, як комбайн формує блок, до ланцюжку додається новий блок. 

### Простори Імен
Простори імен в системі NEM являють собою систему доменів, аналогічну централізованій системі доменних імен ICANN в Інтернеті. У просторах імен існують домени і субдомени високого рівня. Це дозволяє одній людині з одним доменом створювати безліч різних піддоменів для різних проектів або для бізнес-рахунків. Він також допомагає створювати та підтримувати систему репутації для мозаїки.

### Мозаїка
Мозаїка — це власні активи на Блокчейн NEM.. В якійсь мірі це аналог токенів Ethereum. Сама мозаїка налаштовується через гаманець Nano Wallet. Мозайки можуть бути призначені для передачі і можуть бути надіслані разом із зашифрованими повідомленнями в одній транзакції. Мозаїка може застосовуватися зі стягненням збору, тож будь-яка мозаїка, що відправляється в мережу, повинна буде заплатити спеціальне мито за звичайні перекази. Кожна мозаїка отримує ім'я, яке перебуває під неповторним доменом у системі простору імен у форматі subdomain.domain: mosaic.

### Обмін
XEM доступний для покупки і продажу на сервісах обміну криптовалют.

### Технологія Catapult
Catapult - масштабне програмне оновлення, реліз якого дозволить синхронізувати приватний і публічний блокчейн NEM. Реліз призначено на 1 квартал 2018 року.
Публічний потрібен для вільного обігу XEM на біржах, обміну на інші монети, харвестинга монет користувачами, залучення великої кількості користувачів у світі в життя NEM і т.д. 
Приватний блокчейн – блокчейн  для компаній. Наприклад, для банку, пенсійного фонду, кадастрової палати і т.д. Будь-яка компанія, яка захоче впровадити у свій бізнес технологію блокчейн, отримає свій «персональний» NEM і за бажанням свій токен і т.д. Це дозволить компаніям вирішувати різні внутрішні бізнес-завдання по оптимізації процесів, збільшення швидкості операції без доступу до публічної частини NEM.
У 2016 році японський блокчейн-стартап, оператор одного з найбільших криптовалютних служб обміну Zaif, уклав партнерство з NEM і оголосив що корпоративна мережа Mijin, випустить програмне оновлення NEM Catapult. Catapult перебуває в розробці з початку 2016 року і є вдосконаленою версією NEM / Mijin, написана на C ++, і призначеної для збільшення пропускної здатності, оптимізації мережевого зв'язку і масштабованості мережі.